# George Wharton James

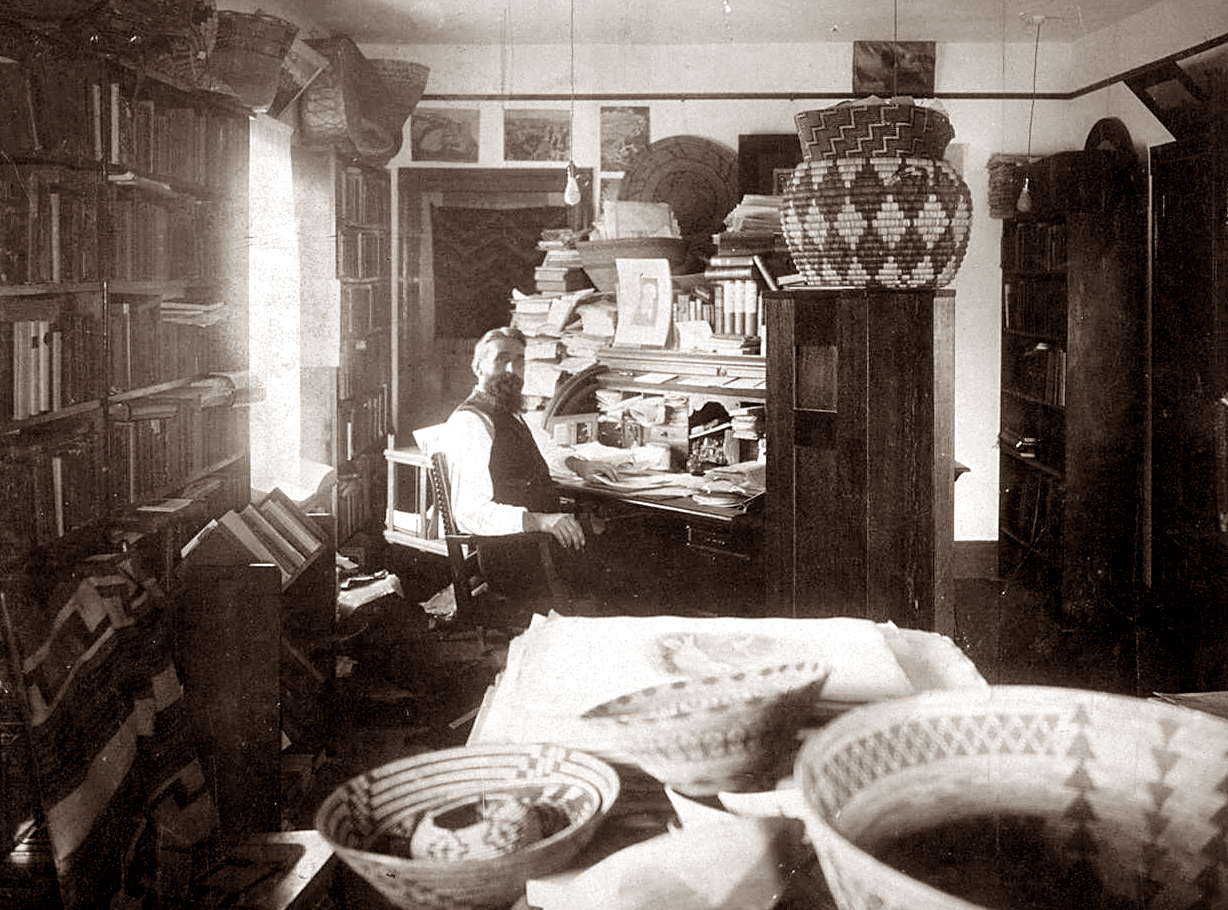
George Wharton James em seu estúdio.

George Wharton James (1858-1923) foi um prolífico autor, jornalista, e palestrante, que publicou mais de quarenta livros e folhetos sobre a Califórnia e a região do sudeste dos Estados Unidos.
James nasceu em Lincolnshire, Inglaterra. Ele foi ordenado ministro pela Igreja Metodista e mudou-se para os Estados Unidos em 1891, onde atendeu comunidades desta vertente do cristianismo no estado de Nevada e no sul da Califórnia. 
No entanto, em 1889 ele pediu divórcio, acusando sua esposa de vários casos de adultério. 
Subseqüentemente James enfrentou um tribunal eclesiástico, sob acusação de ter cometido fraude imobiliário, supostamente tendo feito uso de credenciais falsos, além de ter cometido impropriedades sexuais. Ele perdeu seu título de sacerdote da Igreja Matodista, porém temporariamente.
Dentre os muitos títulos publicados por James pode-se citar Indian Basketry (1903), The Wonders of the Colorado Desert (1906), Through Ramona's Country (1909), In & Out of the Old Missions of California (1912), e The Lake of the Sky (1915). 
Seus escritos se caracterizam pelo romantismo, o entusiasmo pela natureza, a idealização da vida dos póvos autóctones de sua nova pátria, e um interesse particular por modismos de sua época em relação à saúde. James manteve longa contenda com Charles Fletcher Lummis, outro escritor com interesses similares aos seus na mesma região do país.
A biblioteca do estado da Califórnia (California State Library) e a Universidade da Califórnia em Berkeley (University of California, Berkeley) mantêm coleções de livros e panfletos de James. Uma coleção de fotografias se encontra nos arquivos da Universidade do Novo México (University of New Mexico). O Southwest Museum em Los Angeles também possui alguns de seus documentos e fotografias. 

## Obras disponíveis gratuitamente na internet
- Obras de George Wharton James (em inglês) no Projeto Gutenberg
- "An Adventure in Beaver Canyon 1899"
- "Basket Makers," Sunset 8(1) (1901)
- "A Saboba Origin-Myth" (1902)
- "The Legend of Tauquich and Algoot" (1903)
- The Grand Canyon of Arizona: How to See It (1910)
- George Wharton James no Projeto Gutenberg  (1913)